# Fougères Agglomération
Die Fougères Agglomération ist ein französischer Gemeindeverband mit der Rechtsform einer Communauté d’agglomération im Département Ille-et-Vilaine in der Region Bretagne. Er wurde am 6. Dezember 2016 gegründet und umfasst 29 Gemeinden (stand: 1. Januar 2019). Der Sitz der Verwaltung befindet sich in La Selle-en-Luitré.

## Gründung
Als Nachfolgeorganisation der Gemeindeverbände Fougères Communauté und Louvigné Communauté sowie 7 der 11 bisherigen Gemeinden des Gemeindeverbands Pays de Saint-Aubin-du-Cormier entstand sie mit Wirkung vom 1. Januar 2017.

## Historische Entwicklung
Mit Wirkung vom 1. Januar 2019 gingen die ehemaligen Gemeinden Luitré und Dompierre-du-Chemin in die Commune nouvelle Luitré-Dompierre auf. Ebenso gingen die ehemaligen Gemeinden Saint-Jean-sur-Couesnon, Saint-Georges-de-Chesné, Saint-Marc-sur-Couesnon und Vendel in die Commune nouvelle Rives-du-Couesnon auf. Dadurch verringerte sich die Anzahl der Mitgliedsgemeinden auf 29.

## Mitgliedsgemeinden
Die Fougères Agglomération besteht aus folgenden 29 Gemeinden:
| Gemeinde                      | Gallo                    | Bretonisch           | Einwohner (2022) | Fläche (km²) | Code postal  | Code Insee |
| ----------------------------- | ------------------------ | -------------------- | ---------------- | ------------ | ------------ | ---------- |
| Beaucé                        | Bauczae                  | Belzeg               | 1.289            | 8,17         | 35133        | 35021      |
| Billé                         | Bilhae                   | Bilieg               | 1.038            | 16,96        | 35133        | 35025      |
| Combourtillé                  | Conbórtilhaè             | Komorzhel            | 608              | 9,25         | 35210        | 35086      |
| Fougères                      | Foujerr                  | Felger               | 20.602           | 10,46        | 35300        | 35115      |
| Javené                        | Javenaé                  | Yaoueneg             | 2.185            | 18,45        | 35133        | 35137      |
| La Bazouge-du-Désert          | La Bazój-deü-Dezèrt      | Bazeleg-an-Dezerzh   | 1.080            | 24,60        | 35420        | 35018      |
| La Chapelle-Fleurigné         | La Chapèll-Floerinaè     | Chapel-Flurinieg     | 2.430            | 45,13        | 35133        | 35062      |
| La Chapelle-Saint-Aubert      | La Chapèll-Saent-Aubèrt  | Chapel-Sant-Alverzh  | 468              | 9,77         | 35140        | 35063      |
| La Selle-en-Luitré            | La Cèll-an-Lutrae        | Kell-Loezherieg      | 618              | 7,32         | 35133        | 35324      |
| Laignelet                     | Leingelaé                | Kernoanig            | 1.217            | 14,83        | 35133        | 35138      |
| Landéan                       | Lanyen                   | Landean              | 1.225            | 27,31        | 35133        | 35142      |
| Le Ferré                      | Le Feraé                 | Ferred               | 727              | 16,92        | 35420        | 35111      |
| Le Loroux                     | Le Lorór-deü-Dezèrt      | Lavreer-an-Dezerzh   | 618              | 11,56        | 35133        | 35157      |
| Lécousse                      | L’Escóss                 | Eskuz                | 3.423            | 11,07        | 35133        | 35150      |
| Louvigné-du-Désert            | Lóvinyaé-deü-Dezèrt      | Louvigneg-an-Dezerzh | 3.352            | 41,66        | 35420        | 35162      |
| Luitré-Dompierre              |                          |                      | 1.844            | 38,83        | 35133, 35210 | 35163      |
| Mellé                         | Mèlae                    | Melleg               | 648              | 15,50        | 35420        | 35174      |
| Monthault                     | Montaut                  | Brennaod             | 250              | 8,20         | 35420        | 35190      |
| Parcé                         | Parczaè                  | Parzieg              | 652              | 16,88        | 35210        | 35214      |
| Parigné                       | Parinyaè                 | Parinieg             | 1.301            | 20,72        | 35133        | 35215      |
| Poilley                       | Polhaé                   | Polieg               | 380              | 10,78        | 35420        | 35230      |
| Rives-du-Couesnon             |                          |                      | 2.919            | 48,36        | 35140        | 35282      |
| Romagné                       | Romanyaé                 | Rovenieg             | 2.434            | 26,93        | 35133        | 35243      |
| Saint-Christophe-de-Valains   | -                        | Sant-Kristol-Gwalen  | 230              | 3,27         | 35140        | 35261      |
| Saint-Georges-de-Reintembault | Saent-Jord-de-Restanbaut | Sant-Jord-Restembaod | 1.524            | 31,02        | 35420        | 35271      |
| Saint-Ouen-des-Alleux         | -                        | Sant-Owen-an-Alloz   | 1.308            | 15,20        | 35140        | 35304      |
| Saint-Sauveur-des-Landes      | Saent-Sauvór             | Kersalver-al-Lann    | 1.565            | 18,84        | 35133        | 35310      |
| Villamée                      | Vilaemaé                 | Gwilavez             | 291              | 10,66        | 35420        | 35357      |
| Fougères Agglomération        |                          |                      | 56.226           | 538,65       | -            | -          |

## Allgemeines
Der Rat des Gemeindeverbands besteht aus 55 Mitgliedern.